# 摆腰把都儿台吉
摆腰把都儿台吉（?—?），孛儿只斤氏，16世纪蒙古右翼土默特部領主，俺答汗之孙，不彦台吉的长子。
摆腰把都儿领土默特属部巴岳特，在山西天成（今天镇县）、阳和（今阳高县）以北、距明朝边塞二百余里的野马川驻牧。隆庆五年（1571年），右翼蒙古和明朝达成通贡、互市、封职协议，明朝封摆腰把都儿为指挥佥事。万历元年（1573年），升任为指挥同知。他和与明朝关系融洽，由明朝译员教给他《忠经》和《孝经》。万历五年（1577年），随祖父俺答汗西行青海，迎接索南嘉措。万历十一年（1583年），他出面调解三娘子和恰台吉的纠纷，没有成功。万历十三年（1585年），蒙古大旱，他率各部饥民三千余人至明朝边塞，要求抚赏。明朝边将处置失当，发生冲突。之后，摆腰把都儿交还给明朝所掠人畜，明朝惩办当事的将官，恢复了和平往来。
他有六个儿子：
1. 松木儿台吉，百户
2. 明暗台吉，副千户
3. 同门台吉，副千户
4. 兀上台吉，百户
5. 喇麻台吉，出家为僧
6. 五十拜台吉